# 피카소 트리거
《피카소 트리거》(Picasso Trigger)는 미국에서 제작된 앤디 사이더리스 감독의 1988년 액션 영화이다. 스티브 본드 등이 주연으로 출연하였고 알린 사이더리스 등이 제작에 참여하였다.

## 출연

### 주연
- 스티브 본드
- 도나 스페어
- 호프 마리 카톤

### 조연
- 해롤드 다이아몬드
- 존 아프레
- 로버타 바스퀘즈
- 기치 쿡
- 로드리고 오브레건

## 기타
- 미술: 피터 머넥
- 의상: 피온
- 배역: 톰 스토크피쉬